# Éditions iXe
 (mai 2017).
Les éditions iXe sont une maison d'édition indépendante française, spécialisée dans le féminisme et ses différentes voix. Créée en 2010 par Oristelle Bonis, cette maison d'édition féministe compte aujourd'hui une quarantaine de titres à son catalogue. 
Elles tirent leur nom d'une référence au x de l'algèbre, ou l'inconnue de l'équation. Ce choix permet de remettre en question le genre, en plaçant la maison d'édition sous cette lettre qui « exprime l’anonymat, le classé secret ou classé obscène, l’indifférenciation et la multiplication, le sexe, la sexualité, la potentialité de la sexuation ».  
Les éditions sont gérées par l'association loi 1991 L'inconnue de l'équation. Longtemps autodiffusé et distribué par l'Harmattan, le catalogue des éditions iXe est maintenant confié à Hobo Diffusion et distribué par Makassar.  
La maison d'édition est présente sur de nombreux salons du livre, et a été présentée en avril 2017 lors du cycle édition alternative de la Maison de la Poésie.

## Oristelle Bonis
Traductrice puis notamment co-directrice de la collection Bibliothèque du féminisme (1991-2009) à l'Harmattan aux côtés de Hélène Rouch et Dominique Fougeyrollas-Schwebel, Oristelle Bonis devient directrice de publication des éditions iXe forte d'une grande expérience. Elle a également travaillé aux éditions Côté-femmes à la publication de grands textes de féministes matérialistes.

## Le catalogue
La publication des textes a commencé en 2011, l'année suivant la création de la structure. La nature des ouvrages publiés est diverse, de la fiction à l'autobiographie en passant par des textes théoriques. 
Les éditions iXe comptent cinq collections différentes : 
Racine de ixe rassemble les textes les plus théoriques – notamment une réédition de Sexe, race et pratique du pouvoir. L'idée de nature (2016) de Colette Guillaumin ou celle de L'anatomie politique (2013) de Nicole-Claude Mathieu. Les deux auteures, figures du féminisme matérialiste aux côtés de Christine Delphy et Monique Wittig, y repensent les formes matérielles que prennent les rapports de domination. 
Ixe' prime est une compilation de fiction et récits imaginaires. L'auteur Thierry Hoquet a d'ailleurs été sélectionné pour son roman Sexus Nullus, ou l'égalité (2014) par le Prix Hors Concours 2016. Il y imagine un programme présidentiel porté par un leader charismatique – mais loin de l'homme politique – qui veut rayer la mention des sexes à l'état civil. 
Fonctions dérivées regroupe des « bouts de parcours » biographiques ou autobiographiques. La collection compte notamment le Journal pré-posthume possible (2015) de Christiane Rochefort, grande figure de la scène littéraire française dans les années 1970. L'écrivaine et traductrice Marie-Hélène Dumas y a publié son Journal d'une traduction (2016). 
x x - y - z rassemble des textes sur les glissements du genre et leurs effets de brouillage sur les codes sociaux et linguistiques. Cette collectioncompte, par exemple, Dis Papa, c'était quoi le patriarcat ? (2013), un essai d'anticipation d'Anne Larue, professeure de lettres et historienne de l'art, qui célèbre la fin prochaine de la mégacivilisation patriarcale, mais également Non, le masculin ne l'emporte pas sur le féminin, d'Éliane Viennot, qui démontre, exemples à l'appui, que la règle voulant que « le masculin l'emporte » est une création relativement récente qui contredit les logiques de la langue française. 
La petite ixe regroupe des textes courts. On y trouve des discours (voir par exemple Sexisme, le mot pour le dire ! (2015), traduction par Sarah Gurcel Vermande d'un discours prononcé en 1965 par Pauline Leet Pittenger, où le terme sexism apparaît pour la toute première fois) mais aussi Loin de chez moi… mais jusqu'où ? (2012) de Pınar Selek, sociologue turque exilée en France. Les éditions militent d'ailleurs pour l'acquittement de cette dernière, accusée après une recherche sur des militants kurdes.

## La règle de proximité
Les Éditions iXe défendent le retour à la règle de proximité, ou de voisinage, longtemps observée en français et plus conforme aux logiques de la langue que celle voulant que « le masculin l'emporte » — décrétée à partir du XVIIe siècle par des lettrés convaincus de la supériorité du genre masculin sur le féminin, et qui ne s'est imposée que tardivement, avec la généralisation de l'instruction publique.
Les Éditions iXe incitent également leurs auteurs à utiliser des pronoms non genrés (iel, ille, celleux…), elles recommandent l'emploi du néologisme toustes, apparu en Belgique, et de manière générale elles prônent le recours à l'écriture inclusive. Pour ce qui est de la graphie, leur préférence va au point médian avant la marque du féminin, cette dernière n'étant pas séparée de la marque du pluriel, car cela revient à l'isoler à l'intérieur du mot et à lui donner un statut particulier: joli·es, donc, plutôt que joli·e·s, savant·es, plutôt que savant·e·s… Et éventuellement auteurs·rices, traducteurs·rices…
La question, ou l'enjeu, n'est pas tant de « féminiser » la lanque que de la « démasculiniser », et plusieurs des titres au catalogue de iXe en traitent directement. C'est le cas de Non, le masculin ne l'emporte pas sur le féminin (2014), d'Éliane Viennot, et aussi, notamment, de L'Académie contre la langue française (2016), écrit par un collectif de linguistes, dont Yannick Chevalier qui défend une écriture inclusive, non discriminante, et de grammairien·nes sous la direction d'Éliane Viennot, de Requiem pour il et elle (2014) de Katy Barasc et Michèle Causse, de Sexus nullus ou l'égalité (2014) de Thierry Hoquet.